# Mikasa (thiết giáp hạm Nhật)
Mikasa (tiếng Nhật: 三笠; Hán-Việt: Tam Lạp) là một thiết giáp hạm thế hệ tiền-dreadnought của Hải quân Đế quốc Nhật Bản được chế tạo tại Anh Quốc vào đầu thế kỷ 20. Nó đã phục vụ như là soái hạm của Đô đốc Tōgō Heihachirō trong các trận chiến Hoàng hải ngày 10 tháng 8 năm 1904 và trận Tsushima ngày 27 tháng 5 năm 1905 trong cuộc Chiến tranh Nga-Nhật. Hiện đang được bảo tồn như một tàu bảo tàng tại Yokosuka, Mikasa là kiểu mẫu cuối cùng còn sót lại của bất kỳ thiết giáp hạm tiền-dreadnough nào trên toàn thế giới. Tên của nó được đặt theo núi Mikasa tại Nara, Nhật Bản.

## Thiết kế và chế tạo

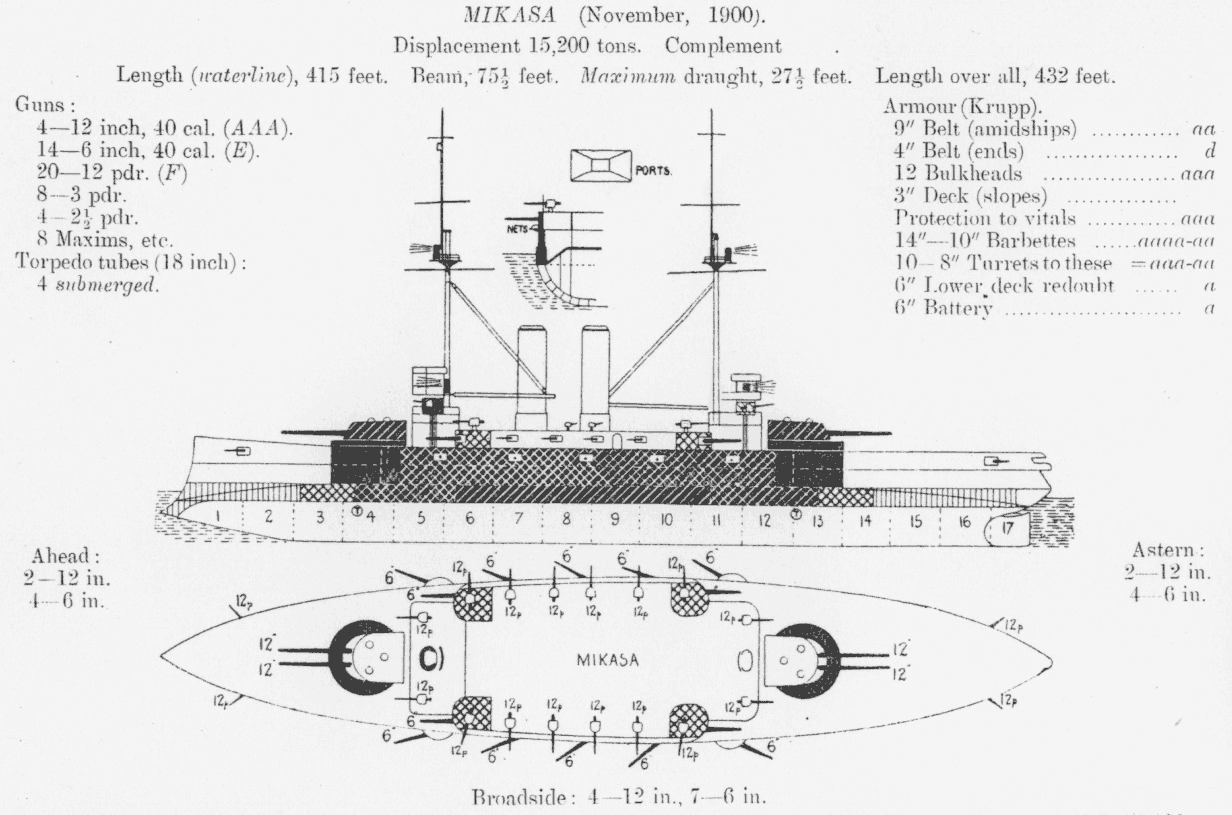
Sơ đồ mô tả Mikasa lúc nguyên thủy được chế tạo, trích từ Jane's Fighting Ships 1906-1907.

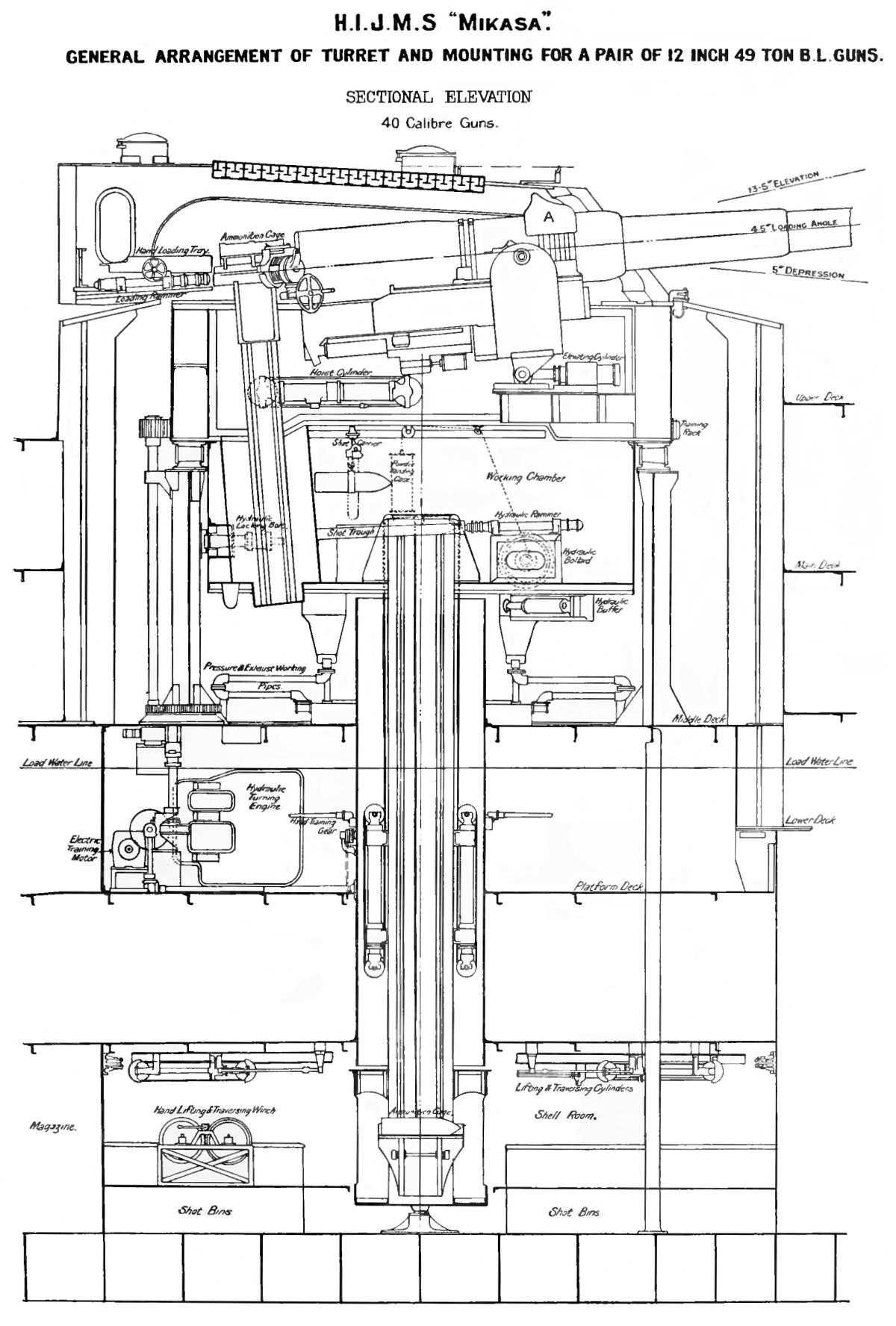
Sơ đồ tháp pháo 305 mm (12 inch)/40 calibre nguyên thủy

Tiếp theo sau cuộc Chiến tranh Thanh-Nhật (1894-1895) và bị buộc phải hoàn trả bán đảo Liêu Đông cho Trung Quốc dưới áp lực của Đế quốc Nga, Nhật Bản bắt đầu xây dựng sức mạnh quân sự để chuẩn bị cho những cuộc đối đầu trong tương lai. Đối với Hải quân, họ bắt đầu một chương trình mở rộng hải quân mười năm bằng việc đóng sáu thiết giáp hạm và sáu tàu tuần dương bọc thép làm hạt nhân.
Một trong số các thiết giáp hạm, Mikasa, được đặt hàng tại xưởng đóng tàu của hãng Vickers tại Barrow-in-Furness, Anh Quốc, vào cuối năm 1898, để được giao cho Nhật Bản vào năm 1902. Nó mất ba năm để hoàn thành với chi phí lên đến 880.000 Bảng Anh (8,8 triệu Yên Nhật).
Cùng năm đó, Nhật Bản củng cố được sự hỗ trợ về ngoại giao và chiến lược, khi ký kết Liên minh Anh-Nhật năm 1902 cùng với thế lực hải quân hùng mạnh nhất thế giới. Anh Quốc chia sẻ mong muốn của Nhật Bản kiềm chế chủ nghĩa bành trướng của Nga tại Viễn Đông, đặc biệt là nhằm bảo vệ những quyền lợi của họ tại Trung Quốc và Ấn Độ.

## Lịch sử hoạt động

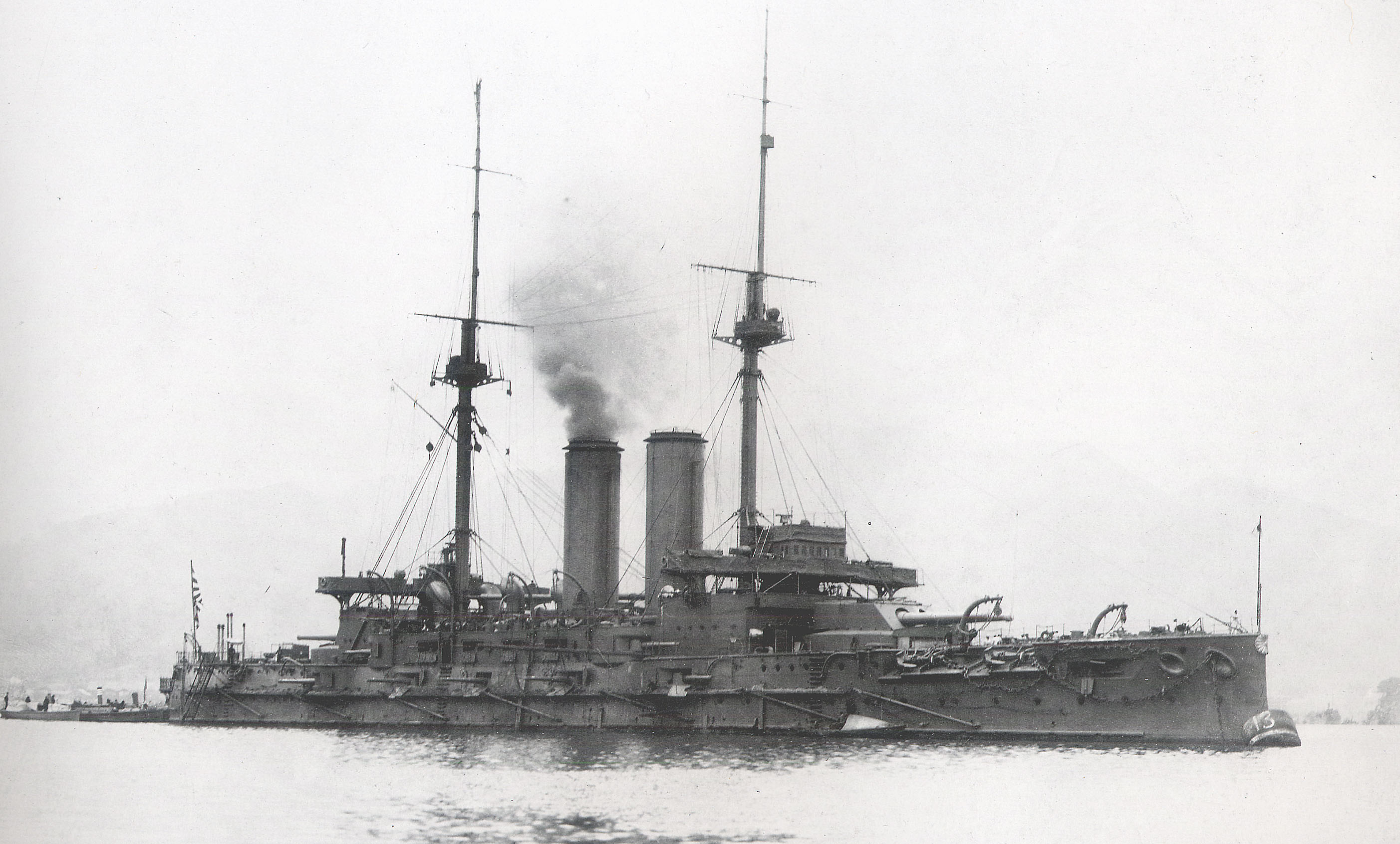
Mikasa như nó hiện hữu vào năm 1905

Vào lúc được bàn giao, Mikasa là một tàu chiến tiên tiến của thời đại tiền-dreadnought, đạt được sự kết hợp hoàn hảo giữa hỏa lực và sức mạnh bảo vệ chưa từng thấy. Nó được cải biến từ thiết kế của lớp thiết giáp hạm Majestic của Hải quân Hoàng gia Anh, với trọng lượng choán nước được gia tăng (15.140 tấn so với 14.900), tốc độ nhanh hơn (18 knot so với 17), vũ khí mạnh hơn đôi chút (thêm hai khẩu pháo 6 inch), và vỏ giáp mạnh hơn nhiều: nó giữ lại độ dày tương đương của vỏ giáp nhưng sử dụng kiểu vỏ giáp Krupp, chắc chắn hơn khoảng 50% so với kiểu vỏ giáp Harvey sử dụng trên lớp Majestic.

### Chiến tranh Nga-Nhật 1904-1905

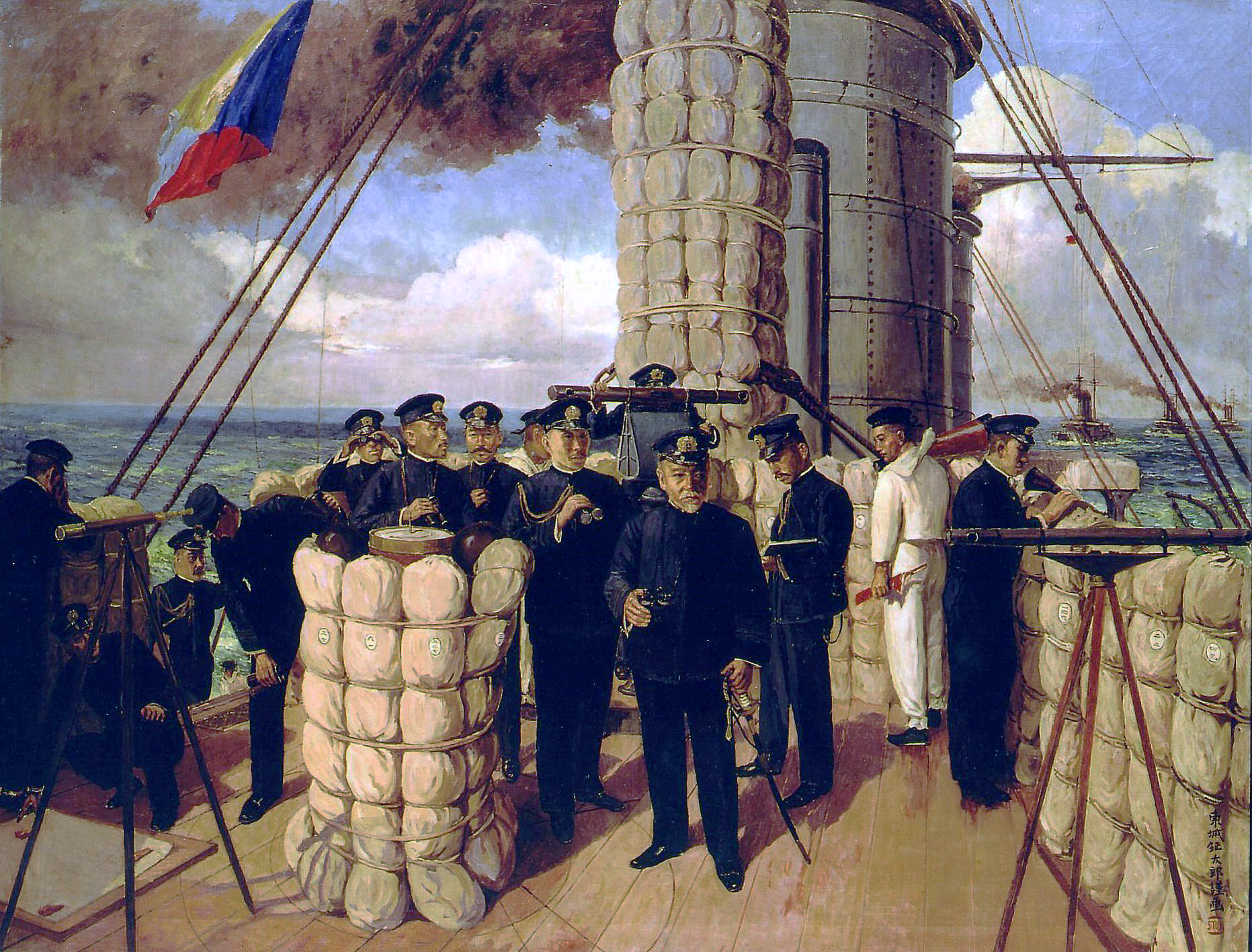
Đô đốc Togo trên cầu tàu Mikasa trước trận Tsushima năm 1905.

Các khẩu pháo chính của nó, được bố trí thành nhóm tháp pháo bọc thép ở vị trí trung tâm, cho phép phần còn lại của con tàu được bảo vệ đồng đều bằng những tấm thép giáp Krupp hạng nặng. Nhờ thiết kế này, Mikasa đã chịu đựng được một số lượng lớn phát bắn trúng trực tiếp: nó bị bắn trúng khoảng hai mươi phát trong trận Hoàng Hải vào ngày 10 tháng 8 năm 1904, và khoảng ba mươi phát trong trận Tsushima, nhưng chỉ chịu những hư hại giới hạn. Sức mạnh và tầm xa của các khẩu pháo chính Mikasa còn được khai thác đầy đủ bởi những pháo thủ Nhật được huấn luyện đầy đủ và hiệu quả.
Trong trận Tsushima, Mikasa đã dẫn đầu Hạm đội Liên hợp Nhật Bản bước vào một trong những trận hải chiến mang tính quyết định nhất trong lịch sử. Hạm đội Nga hầu như bị tiêu diệt: trong số ba mươi tám tàu chiến Nga, hai mươi mốt chiếc bị đánh chìm, bảy chiếc bị chiếm giữ, sáu chiếc bị giải giáp, 4.545 sĩ quan và thủy thủ Nga tử trận cùng 6.106 người khác bị bắt làm tù binh. Phía Nhật Bản chỉ bị mất 116 người và ba tàu phóng lôi. Nhưng cần phải lưu ý rằng hải quân Nhật là một lực lượng rất chuyên nghiệp được tổ chức dựa trên hải quân Hoàng gia Anh, tương phản với Hải quân Nga được chuẩn bị rất kém để chiến đấu, và nhân sự hầu hết là người trên bờ chứ không phải là thủy thủ chuyên nghiệp. Bản thân Đô đốc Togo, "Nelson của Nhật Bản", đã trải qua nhiều năm cùng với Hải quân Hoàng gia tại Anh Quốc.
Sự thể hiện của hạm đội Nhật Bản được quan sát và phân tích bởi các cường quốc hải quân phương Tây, và đã đóng một vai trò quan trọng trong việc khai sinh ra thế hệ thiết giáp hạm tiếp theo Dreadnought, vì cuộc xung đột này "đã xác nhận hiệu quả to lớn của pháo hạng nặng và tầm quan trọng của hỏa lực tầm xa." ("The Battleship Dreadnought" Conway Marine).

### Bị chìm và tái cấu trúc

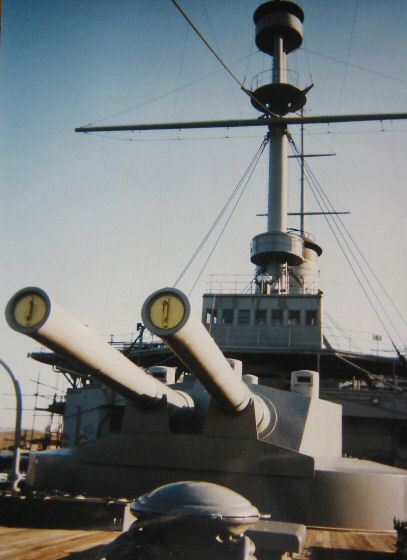
Các khẩu pháo 305 mm (12 inch)/45 calibre mới phía trước sau khi tái cấu trúc, như được nhìn thấy ngày nay

Không lâu sau khi thỏa thuận ngừng bắn với Nga được ký kết, Mikasa bị chìm sau một đám cháy và một vụ nổ hầm đạn lấy đi một phần lườn tàu của nó trong khi đang neo đậu tại Sasebo vào ngày 11 tháng 9 năm 1905. Tai nạn này đã cướp đi sinh mạng của 339 thủy thủ, khoảng gấp ba lần so với số người hy sinh trong chiến tranh, và làm bị thương khoảng 300 người khác. Con tàu chìm ở độ sâu 11 mét (36 ft). Những nỗ lực rộng rãi đã được thực hiện để cứu vớt con tàu, và sau nhiều lần cố gắng, nó nổi được trở lại vào ngày 8 tháng 8 năm 1906 và được kéo về Xưởng hải quân Maizuru để sửa chữa.
Sau hai năm sửa chữa bao gồm việc thay thế các khẩu pháo chính 305 mm (12 inch)/40 calibre đã quá rỉ sét bằng kiểu pháo mới EOC 305 mm (12 inch)/45 caliber, dài và mạnh hơn đáng kể. Mikasa được đưa vào hoạt động trở lại vào năm 1908.

### Các hoạt động tiếp theo
Tuy nhiên, nó nhanh chóng trở nên lạc hậu do sự phát triển của các thiết giáp hạm dreadnought, và được xếp lại lớp thành một thiết giáp hạm hạng hai, rồi một thiết giáp hạm hạng ba, và cuối cùng vào ngày 1 tháng 9 năm 1921, là một tàu phòng duyên hạng nhất.
Trong vụ can thiệp Siberi của cuộc Nội chiến Nga, vào ngày 16 tháng 9 năm 1921, Mikasa bị mắc cạn khi đang tuần tra trong thời tiết sương mù dày đặc tại eo biển Askold ngoài khơi bờ biển nước Nga. Nó được giải cứu dưới sự trợ giúp của thiết giáp hạm Fuji cùng các tàu tuần dương Kasuga và Yodo, và được sửa chữa tại cảng Vladivostok lúc đó bị Nhật Bản chiếm đóng. Sau khi quay trở về Maizuru, nó được cho rút khỏi các hoạt động thường trực và bị bỏ xó.
Mikasa được cho ngừng hoạt động tiếp theo sau Hiệp ước Hải quân Washington vào năm 1921 và chuẩn bị để tháo dỡ. Tuy nhiên, theo yêu cầu của chính phủ Nhật Bản, các nước tham gia ký kết hiệp ước đã đồng ý cho phép Mikasa được bảo tồn như một tàu bảo tàng. Vào ngày 12 tháng 11 năm 1925, Mikasa được mở cửa để trưng bày tại Yokosuka, Nhật Bản.
Trong Chiến tranh Thế giới thứ hai, Mikasa nhiều lần trúng bom bởi các cuộc không kích của Mỹ. Sau khi Nhật Bản đầu hàng, Lực lượng Chiếm đóng đã chiếm giữ con tàu và tháo dỡ các khẩu pháo, để nó trong một tình trạng rất tồi tệ.

## Tàu bảo tàng
Các hoạt động bảo tồn được tiếp nối vào năm 1958, có sự tham gia của Hoa Kỳ qua việc hỗ trợ tài chính và sự can thiệp trực tiếp của Đô đốc Chester Nimitz. Công việc phục chế hoàn tất vào ngày 27 tháng 5 năm 1961 với chi phí 180 triệu Yên. Một số lượng đáng kể các thiết bị và phụ tùng bị thiếu được cung cấp bởi chiếc thiết giáp hạm của Hải quân Chile Almirante Latorre, vốn đang được tháo dỡ tại Nhật Bản vào lúc đó.
Tài liệu phân phát cho du khách viếng thăm Mikasa đã mô tả con tàu như là một trong "Ba tàu chiến vĩ đại trong lịch sử", bao gồm HMS Victory tại Portsmouth, Anh Quốc, và USS Constitution tại Boston, Hoa Kỳ.
Tại Barrow-in-Furness thuộc Anh Quốc nơi Mikasa được chế tạo, một con đường trên đảo Walney đã được đặt tên là phố Mikasa.

## Các hình ảnh

Mikasa tại Yokosuka, nhìn từ phía trướcMikasa tại Yokosuka, nhìn từ phía trước
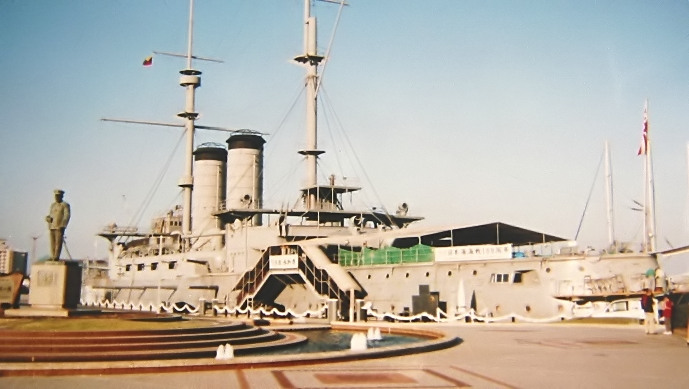
Mikasa
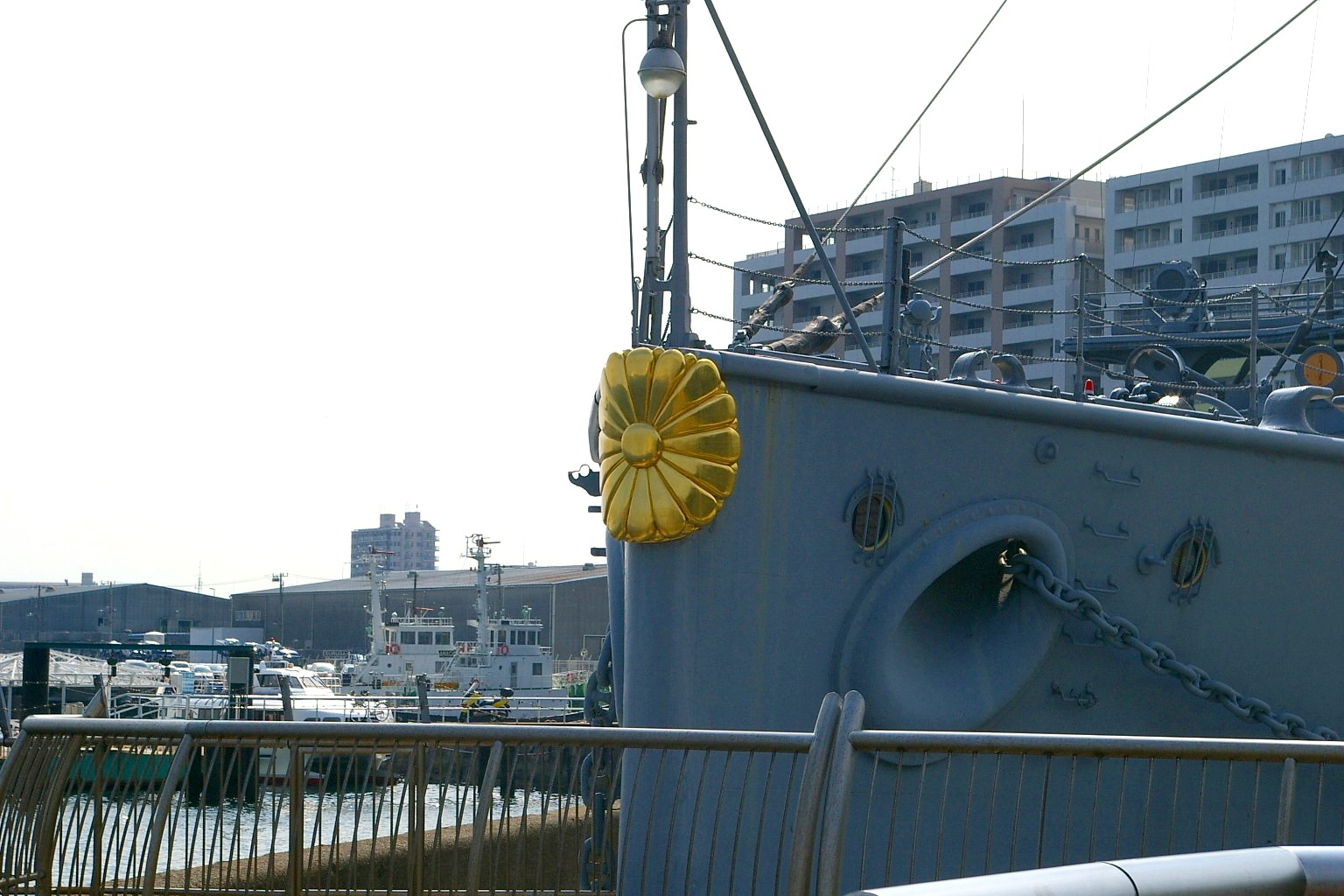
Mũi của thiết giáp hạm Mikasa
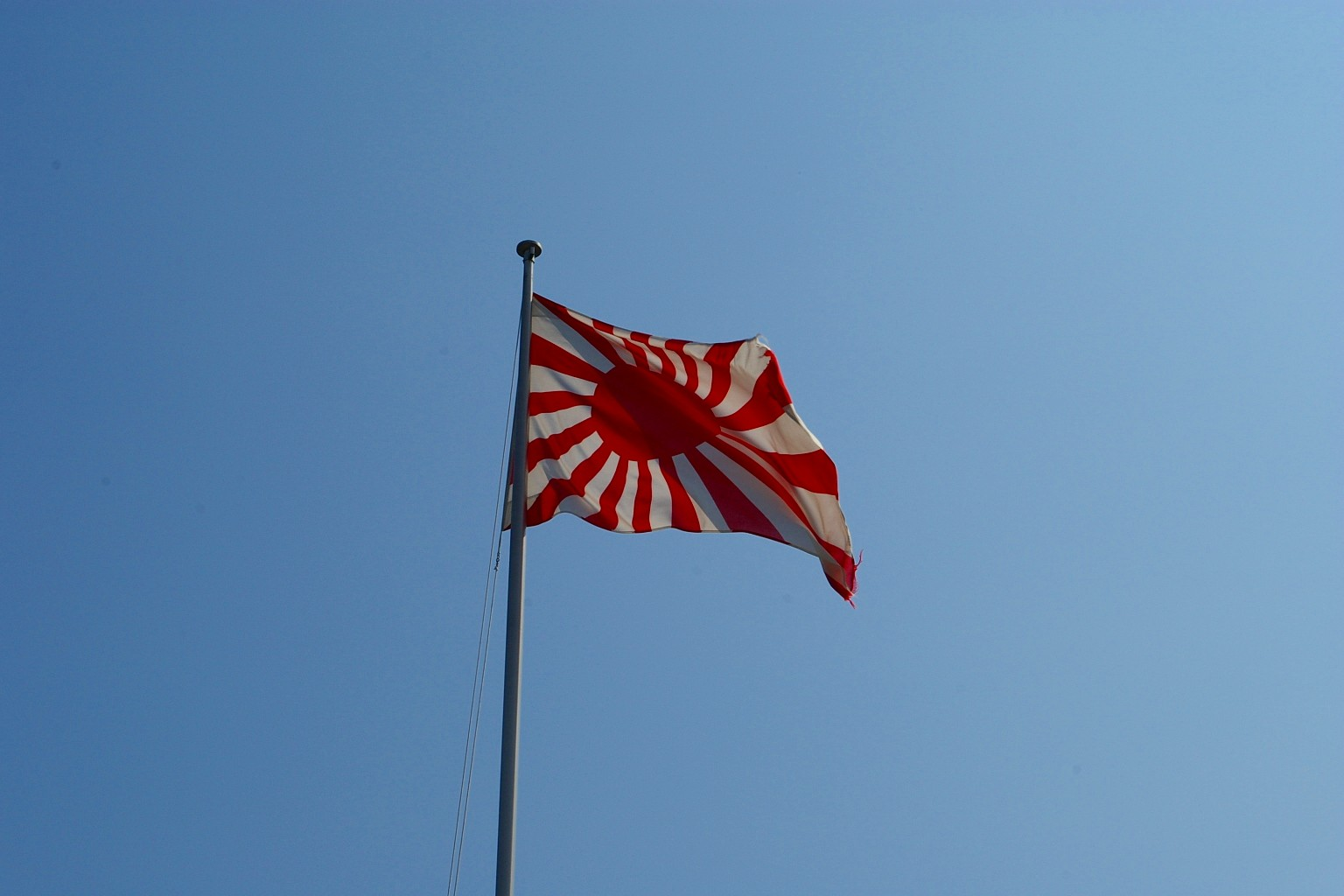
Cờ hiệu của thiết giáp hạm Mikasa
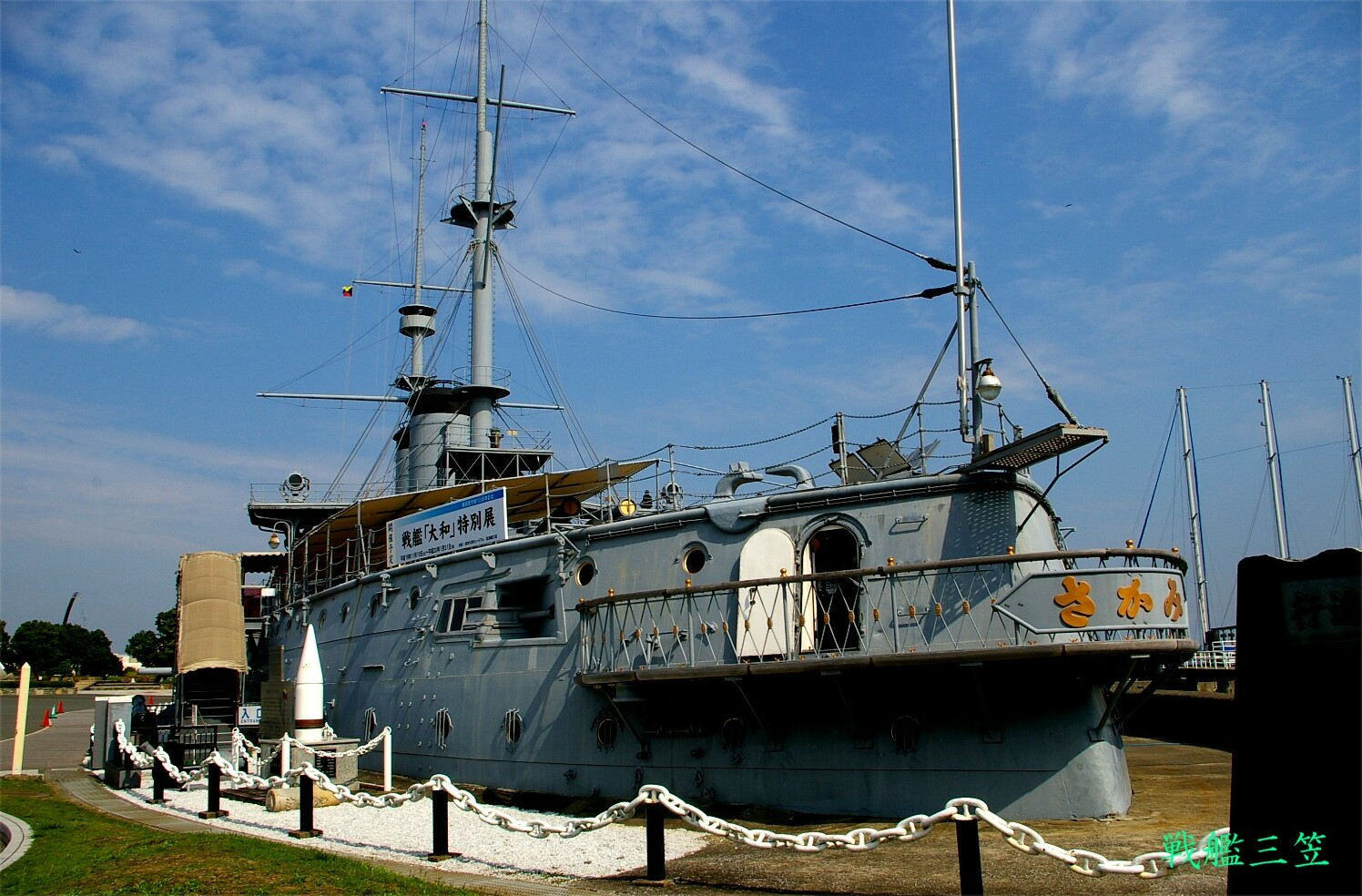
Đuôi thiết giáp hạm Mikasa